# 코드리스 전화

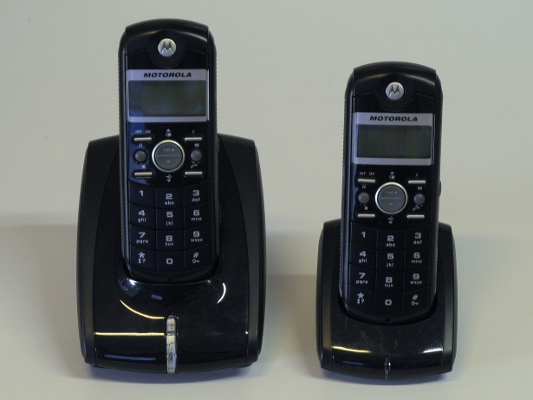

코드리스 전화 또는 코드 없는 전화에는 공중 전화망에 연결된 기지국에 무선(radio)으로 연결되는 휴대용 전화기 핸드셋이 있다. 작동 범위는 일반적으로 동일한 건물이나 기지국에서 가까운 거리로 제한된다.
코드리스 전화는 제한된 범위와 가입자 구내의 기지국에 따라 기능적으로 이동 전화기와 다르다. PHS 및 DECT와 같은 현재 코드리스 전화 표준은 셀 핸드오프(핸드오버)를 구현하여 코드리스 전화와 휴대폰 사이의 명확했던 경계를 모호하게 만들었다. 데이터 전송과 같은 다양한 고급 기능; 제한된 규모에서는 국제 로밍도 가능하다. 특수 모델에서는 상용 모바일 네트워크 운영자가 기지국을 유지하고 사용자가 서비스에 가입할 수 있다.
유선 전화기와 달리 코드리스 전화기에는 주전원(기지국에 전원을 공급하기 위해)이 필요하다. 코드리스 핸드셋에는 충전용 배터리가 포함되어 있으며, 핸드셋을 거치대에 올려놓으면 베이스 스테이션이 이를 재충전한다.

## 같이 보기
- 분산 스펙트럼

## 특허
- US patent 174465, A. G. Bell, "Telegraph", issued 1876-03-07
- US patent 775337, ROBERTO LANDELL DE MOTYRA, "WIRELESS TELEPHONE", issued 1904-11-22
- US patent 3449750, G. H. Sweigert, "Duplex Radio Communication and Signalling Apparatus", issued 1969-06-10
- Patents Link